# نرخ داده افزایش‌یافته برای تحول جی‌اس‌ام

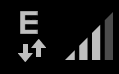
سرعت داده افزایش یافته برای تحول جی‌اس‌ام

سرعت داده افزایش یافته برای تحول جی اس ام (EDGE) یا جی پی آر اس افزایش یافته (EGPRS)، یک فناوری تلفن همراه دیجیتال است که افزایش سرعت انتقال اطلاعات و تقویت اعتماد داده‌ها را همراه دارد. گرچه از نظر تکنولوژی یک شبکه نسل ۳ می‌باشد ولی معمولاً به خاطر سرعت پایین تر، به‌طور غیررسمی نسل ۲.۷۵ معرفی می‌شود. EDGE از سال ۲۰۰۳ در شبکه‌های جی اس ام مطرح شد.
از آن به عنوان هر کاربردی که از داده بسته‌ای استفاده می‌کند، از قبیل اینترنت می‌توان استفاده کرد. کاربردهای دیگر که نیاز به داده پرسرعت دارند از قبیل خدمات ویدئویی و کاربردهای چندرسانه‌ای از دیگر مزایای داده توسعه یافته EGPRS می‌باشد. تحول EDGE در نسخه ۷ در کنگره 3GPP جاری است که در حال توسعه به فناوری‌هایی مانند دسترسی داده پرسرعت (HSPA) می‌باشد.

## فناوری
EDGE/EGPRS یک تکمیل‌کننده برای شبکه‌های جی اس ام نسل ۲ و نسل ۲.۵ و جی پی آر اس است که کار بروزرسانی به آن را توسط شبکه‌های موجود فعلی جی اس ام آسان کرده‌است. EDGE/EGPRS یک مجموعه عالی برای جی پی آر اس است و می‌تواند بر روی هر شبکه‌ای که جی پی آر اس بر روی آن توسعه یافته کار کند، فقط به بروزرسانی‌های ضرروری سرویس دهنده نیاز دارد.
گرچه EDGE نیازی به تغییر در سخت‌افزار و نرم‌افزار مرکزی شبکه جی اس ام ندارد، ولی ایستگاه‌های پایه (BTS) باید ویرایش شوند. انتقال دهنده‌های سازگار با EDGE باید نصب شود و زیرساخت ایستگاه پایه (BSS) باید برای پشتیبانی از EDGE به روزرسانی شوند. تلفن همراهی که از فناوری EDGE پشتیبانی کند هم نیاز است.

### روش‌های انتقال
EDGE می‌تواند با استفاده از ۴ تایم اسلات به سرعت 236.8kbit/s برسد (حداکثر سرعت تئوری، 473.6kbit/s با استفاده از ۸ تایم اسلات می‌باشد) و به همین خاطر توانست پیش نیازهای شبکه نسل ۳ را از اتحادیه بین‌المللی مخابرات کسب کند، و در خانواده IMT-2000 توسط ITU به عنوان استاندارد نسل ۳ پذیرفته شد. همچنین EDGE حالت داده مداری را نیز توسعه داد که HSCSD نامیده می‌شود.

### شمای کدگذاری و رمزگشایی EDGE
| کدگذاری و رمزگشایی طرح (MCS) | سرعت (kbit/s/slot) | کدگذاری |
| ---------------------------- | ------------------ | ------- |
| MCS-1                        | 8.8                | GMSK    |
| MCS-2                        | 11.2               | GMSK    |
| MCS-3                        | 14.8               | GMSK    |
| MCS-4                        | 17.6               | GMSK    |
| MCS-5                        | 22.4               | 8-PSK   |
| MCS-6                        | 29.6               | 8-PSK   |
| MCS-7                        | 44.8               | 8-PSK   |
| MCS-8                        | 54.4               | 8-PSK   |
| MCS-9                        | 59.2               | 8-PSK   |

### مدیریت کانال
در EDGE، یک سلول به‌طور معمول شامل 2 نوع فرستنده و گیرنده است: استاندارد GSM و فرستنده گیرنده EDGE. هر کانال فیزیکی استفاده شده برای ترافیک در سلول، می‌تواند به عنوان یکی از حداقل 4 نوع کانال دیده شود:
- گفتار GSM و اطلاعات مدار سوئیچ (CSD)
- اطلاعات بسته GPRS
- گفتار GSM و اطلاعات مدار سوئیچ (CSD و ECSD)
- اطلاعات بسته (GPRS و EGPRS)

در حالی که استاندارد فرستنده گیرنده GSM فقط دو نوع کانال اول را پشتیبانی می‌کند، فرستنده گیرنده EDGE هر چهار تا را پشتیبانی می‌کند. کانال‌های فیزیکی به‌طور دینامیکی برطبق نیاز در سلول تعریف شده‌اند. برای مثال، اگر تعداد زیادی از کاربرهای گفتاری فعال باشند، با هزینه GPRS و کانال‌های EGPRS کمتر، تعداد کانال‌های اول و سوم افزایش یافته‌اند.

### تأثیر بر برنامه‌ریزی شبکه‌های رادیویی GSM
یک شرط مهمی که موفقیت EDGE را در GSM تعیین می‌کند این است که اپراتور شبکه، قادر به معرفی تدریجی EDGE باشد. برای آرایش اولیه، فرستنده گیرنده‌های EDGE مکملی برای فرستنده گیرنده‌های استاندارد GSM/GPRS در یک زیرمجموعه سلول‌های موجود در جایی که پوشش الکترونیکی موردنظر است، خواهد بود. بنابراین، یک ترکیب یکپارچه از کاربرهای GSM، GPRS و EDGE در یک باند فرکانس مشابه باهم وجود خواهند داشت. برای به حداقل رساندن هزینه و استهلاک برای اپراتور شبکه، برنامه‌ریزی شبکه رادیو (شامل برنامه‌ریزی سلولی، فرکانس تنظیم قدرت و پارامترهای سلولی دیگر) نباید نیازی به اصلاحات گسترده داشته باشد.

### رده بندی
در عمل EDGE شبکه مابین نسل ۲ و نسل ۳ می‌باشد. در حالی که دستگاه‌های داری EDGE در کلاس ۳ به‌طور آشکار نسل 3 نیستند، دستگاه‌های دارای کلاس ۴ و بالاتر داره پهنای باند با سرعت بیشتری هستند و به همین جهت از برخی فناوری‌های نسل ۳ (مانند 1xRTT) بالاتر هستند، به همین جهت EDGE معمولاً به عنوان فناوری شبکه نسل ۲.۷۵ رده بندی می‌شود.

## شبکه‌ها
EDGE فعالانه توسط اپراتورهای جی اس ام در آمریکای شمالی پشتیبانی می‌شود. چندین اپراتور جی اس ام در نقاطی که شبکه UMTS آن‌ها فعال نیستند از EDGE استفاده می‌کنند.
شرکت‌های زیر شبکه EDGE را در بین محصولات خود دارند :

### آمریکا
- ایالات متحده - AT&T Mobility, Celluar One, Chinook Wireless, T-Mobile, Unicel
- جمهوری دومنیکن - Orange
- کانادا - Rogers, Fido
- مکزیک - Telcel, movistar
- برزیل - TIM, Claro, Telemig Celular
- گواتمالا - TIGO
- پاراگوئه - VOX
- ترینیداد و توباگو - Telecommunications Services of Trinidad and Tobago
- ونزوئلا - Digitel, movistar
- آرژانتین - CTI Argentina

### اروپا و حومه
اپراتورهای که در چند کشور فعالیت دارند :
- Orange در کشورهای بلژیک، فرانسه، لهستان، رومانی، اسلواکی، انگلیس، مولدوا، رومانیا، سوئیس
- T-Mobile

اپراتورهایی که فقط در یک کشور فعالیت دارند :
- آلمان - Vodafone, O2, T-Mobile
- اتریش - Mobilkom Austria
- آذربایجان - Azercell
- ایسلند - Siminn
- ایرلند - Meteor Mobile Communciations, Vodafone Ireland
- ایتالیا - TIM, Wind
- اسلونی - Si.Mobil: Vodafone
- اکراین - UMC, Kyivstar
- بلاروس - Velcom
- بلژیک - BASE
- بلغارستان - Mobiltel
- ترکیه - Turkcell, Avea
- جمهوری چک - Vodafone, O2
- دانمارک - Telia
- روسیه - MegaFon, Mobile TeleSystems, Beeline, BWC, VNTC, ETK
- سوئد - Telia, TeliaSonera
- سوئیس - Sunrise, Swisscom
- فنلاند - TeliaSonera, Elisa Oyj, Dna Finland
- فرانسه - Bouygues Télécom
- کرواسی - VIPnet
- گرجستان - Geocell
- لهستان - Era, Plus
- لاتیوا - LMT
- مجارستان - Pannon GSM
- لیتوانی - Bite Lietuva
- مولدوا - Moldcell
- نروژ - Telenor, Netcom
- هلند - Telfort

### آفریقا
- مصر - Mobinil
- کنیا - Safaricom, Celtel
- آفریقای جنوبی - Cell C, MTN, Vodacom
- موزامبیک - Vodacom
- تونس - Tunisiana
- زامبیا - Celtel
- تانزانیا - Vodacom

### خاورمیانه
- اسرائیل - Cellcom
- عربستان سعودی - Mobily, Aljawal.STC
- امارات متحده عربی - ETISALAT
- ایران - Irancell,MCCI Internet
- مصر - Mobinil, Vodafone Egypt, Etisalat-Masr

### آسیا و خاور دور
- بنگلادش - Grameen Phone, Aktel, Warid Telecom
- چین - China Mobile
- هنگ کنگ - CSL
- هند - Bharti Airtel, MTNL, Hutch, BSNL
- اندونزی - Telkomsel, Excelcom, Indosat
- مالزی - DiGi, Maxis Mobile
- نپال - Mero Mobile
- پاکستان - Mobilink, Telenor Pakistan
- فیلیپین - SMART, PLDT
- سری لانکا - Dialog GSM
- تایلند - DTAC, Advanced Info Service, True Move

### استرالیا
- استرالیا - Telstra, Optus, Vodafone